# Rocky Mount (Virgínia)
Rocky Mount é uma cidade  localizada no estado norte-americano de Virginia, no Condado de Franklin.

## Demografia
Segundo o censo norte-americano de 2000, a sua população era de 4066 habitantes.
Em 2006, foi estimada uma população de 4564, um aumento de 498 (12.2%).

## Geografia
De acordo com o United States Census Bureau tem uma área de
11,9 km², dos quais 11,9 km² cobertos por terra e 0,0 km² cobertos por água. Rocky Mount localiza-se a aproximadamente 397 m acima do nível do mar.

## Localidades na vizinhança
O diagrama seguinte representa as localidades num raio de 24 km ao redor de Rocky Mount.